# Il campione (film 1931)
Il campione (The Champ) è un film del 1931, diretto da King Vidor.
È un melodramma toccante che ebbe grande successo commerciale e di critica. Nel 1932 vinse due premi Oscar, per il miglior attore (Wallace Beery) e il miglior soggetto.
Nonostante che il rapporto tra i due attori non fosse particolarmente cordiale ed amichevole, Wallace Beery e il piccolo Jackie Cooper formarono sullo schermo una coppia così riuscita e amata dal pubblico che essi saranno chiamati ad essere protagonisti di altri film nei quali ogni volta si ripeté puntualmente lo stesso successo di pubblico e di critica: Spavalderia (1933), L'isola del tesoro (1934) e Il circo (1935).

## Trama
Il protagonista è un ex pugile divorziato che vive ora in povertà e dimenticato da tutti con il proprio bambino, al quale è legato da grande affetto. Grazie a una vincita al gioco, gli regala un cavallo ribattezzato "Little Champ". La madre, che nel frattempo si è risposata e vive agiatamente con un marito ricco, incontra casualmente il bambino e chiede all'ex marito di poterlo tenere con sé. A malincuore, il pugile che ha problemi economici e deve combattere contro la sua dipendenza dall'alcool e dal gioco d'azzardo, acconsente. Il bambino però alla prima occasione scappa dalla madre per tornare a vivere con il padre, il quale rinvigorito dal suo affetto riprende gli allenamenti per un faticoso rientro nello sport agonistico. Il suo avversario si rivela troppo forte e il combattimento sarà fatale al protagonista che perderà la vita dopo una soffertissima vittoria, davanti agli occhi del figlio, che disperato trova conforto tra le braccia della madre.

## Produzione
Il film fu prodotto dalla Metro-Goldwyn-Mayer.

## Distribuzione
Distribuito dalla Metro-Goldwyn-Mayer, il film uscì nelle sale cinematografiche statunitensi il 21 novembre 1931.
Fece parte dei film presenti alla 1ª Mostra internazionale d'arte cinematografica di Venezia.

### Doppiaggio
Secondo il critico cinematografico Mario Quargnolo il film sarebbe stato doppiato a Roma negli studi della Metro-Goldwyn-Mayer nel 1933 con la voce di Jackie Cooper affidata ad una giovane Rina Morelli ad uno dei suoi primi lavori nel doppiaggio. Si ha però la certezza di una edizione antecedente: il film venne distribuito in Italia nel 1932 con un doppiaggio eseguito direttamente negli Stati Uniti da parte di attori italiani emigrati, tra cui Frank Puglia, Augusto Galli e Primo Brunetti.

### Riconoscimenti
- 1932 - Premio Oscar
  - Miglior attore protagonista a Wallace Beery
  - Miglior soggetto a Frances Marion
  - Candidatura al miglior film alla Metro-Goldwyn-Mayer
  - Candidatuta al miglior regista a King Vidor

### Remake
Nel 1979 il film ebbe un discusso remake dall'omonimo titolo, diretto da Franco Zeffirelli, con Jon Voight e Faye Dunaway come protagonisti. Il soggetto del film di Zeffirelli è tratto dalla storia originale del 1931 di Frances Marion.